# Antropología biológica

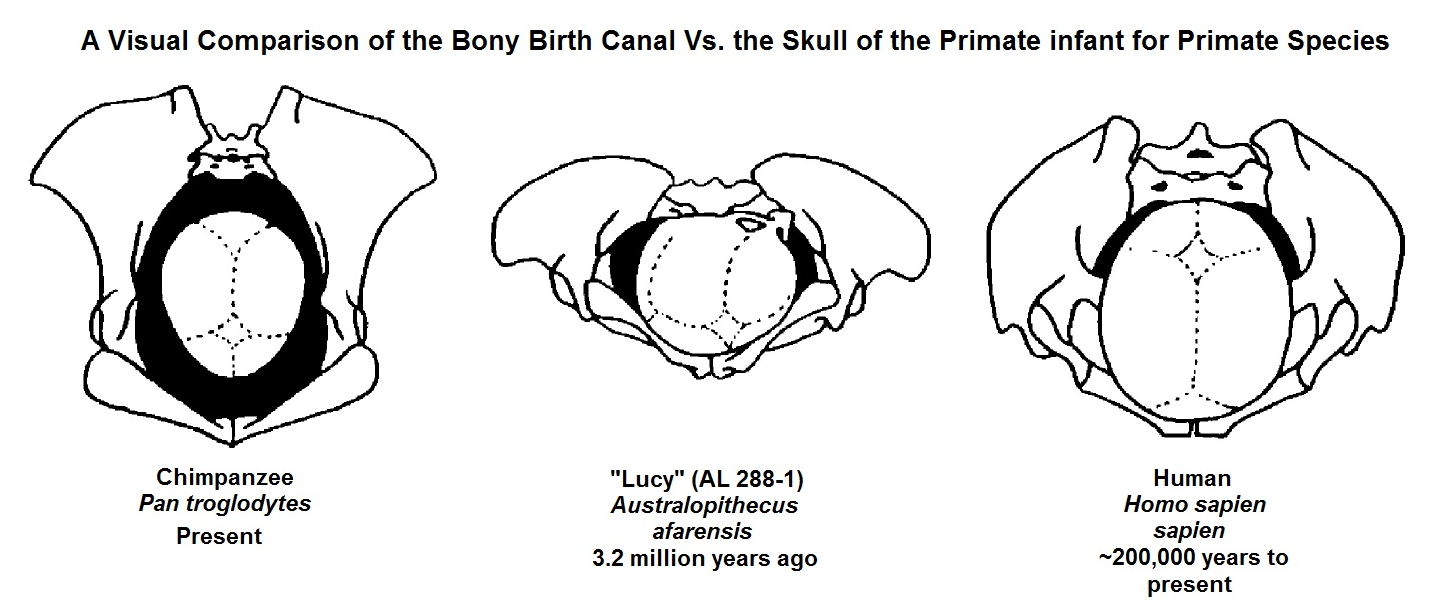
Comparación de la medida y forma de la pelvis, por donde debe pasar el cráneo de la cría en el Chimpancé, el Australopithecus afarensis y el Homo sapiens sapiens. Esta comparación es una de las piezas de evidencia usadas por los antropólogos físicos para apoyar la hipótesis del dilema obstétrico.

La antropología biológica o antropología física es una rama de la antropología que tiene como objeto el estudio de la evolución y variabilidad biológica humana, tanto pasada como actual.

## Introducción
A diferencia de otras disciplinas similares, la antropología biológica se destaca por su punto de vista evolutivo, comparativo y biocultural. Desde un punto de vista evolutivo, la disciplina trata de responder las causas y  trayectorias evolutivas que han dado origen a la variabilidad biológica actual y pasada, dentro de las poblaciones (intrapoblacional) y entre ellas (interpoblacional), tanto en humanos como en primates no humanos. El punto de vista comparativo tiene relación con la capacidad de la disciplina de estudiar a individuos de diversas culturas y lugares geográficos, al igual que a sus antepasados. Finalmente, el enfoque biocultural pone énfasis en el hecho de que los humanos no solo somos seres biológicos, sino también culturales, analizando la interrelación de ambas esferas.
La antropología biológica, como disciplina científica, se ve en un proceso de cambio constante. Aquella búsqueda por lo desconocido que caracterizaba a los primeros antropólogos cada día se ve amenazada por la accesibilidad de la información, lo cual atenúa la necesidad de exploración. 

## Sub-especialidades
La antropología biológica tiene una variada gama de sub-especialidades que se enfocan en algún aspecto específico del estudio de la variabilidad biológica humana. Todas ellas, sin embargo, se agrupan en cuanto usan una perspectiva evolutiva para comprender su objeto de estudio particular. Alguna de estas sub-especialidades son:

### Forense
La antropología forense es la aplicación de la ciencia de la antropología física o antropología biológica al proceso legal. Trata directamente con la identificación de cadáveres y restos, y con descifrar las circunstancias de muerte. También, practica la reconstrucción de la biografía biológica antemortem del individuo, con el propósito de establecer cómo era el modo de vida de la víctima antes de su muerte, la edad, el sexo, linaje ancestral, trauma físico durante la vida (enfermedades, golpes, etc.), fecha de fallecimiento, y se puede, también, identificar si ha habido daños al espécimen postmortum.Además, a partir de técnicas biogeoquímicas como el análisis isotópico se pueden asignar los restos a una región y población de origen.

### Paleopatología
La paleopatología es una disciplina que aborda el estudio de la salud y enfermedad de las poblaciones humanas (también en animales) a lo largo del tiempo y espacio. Lo hace a partir del análisis de las lesiones o rastros que las patologías dejan en huesos y dientes.
El análisis de traumas permite estimar los niveles de violencia interpersonal en poblaciones del pasado. El estudio de la violencia a lo largo del tiempo permite, a su vez, estudiar cambios poblacionales (demográficos, etc.) asociados al aumento o descenso en los niveles. 

### Paleoantropología
La paleoantropología es la rama de la antropología física que se ocupa del estudio de la evolución humana y sus antepasados extintos, en otras palabras de los homínidos antiguos. Para el estudio de éstos utiliza los fósiles, artefactos y herramientas; y los analiza en su contexto geológico y arqueológico. Los descubrimientos y hallazgos de esta sub-especialidad han contribuido a la creación de la cronología de la historia natural y evolutiva de los seres humanos.

### Antropología genética/molecular
La antropología molecular es el estudio evolutivo y genético entre las poblaciones de humanos y primates. La antropología molecular comenzó a crecer después de que se pudo identificar el ADN y fue fundada después que se logró descifrar el genoma humano. Esta subdisciplina sugiere que las especies tienen un «reloj molecular» y al comparar el ADN de especies ancestrales y el de las especies modernas se puede identificar la trayectoria de evolución de la especie.

### Antropología nutricional
La antropología nutricional estudia la alimentación humana y su variación a lo largo del tiempo y en diferentes espacios. Para ello se basa en métodos de la antropología, economía, ecología, biogeoquímica (análisis de isótopos estables) y nutrición.

### Ecología humana
Es el estudio de la relación existente entre el ser humano y el medio ambiente en el cual se desarrolla.

### Bioarqueología
La bioarqueología estudia las poblaciones humanas del pasado a través de los restos óseos (esqueletos) recuperados de sitios arqueológicos, en contexto y en conjunto con los materiales culturales provenientes de los mismos sitios.

## Historia

### Orígenes

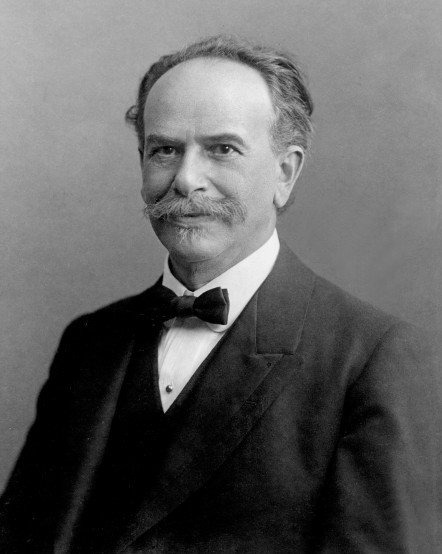
Franz Boas

El interés en temas que actualmente involucran a la antropología biológica, como el origen del ser humano y su variación, datan al menos desde la Antigüedad. Sin embargo, es solo desde la Ilustración que se aprecia un estudio más riguroso de lo que actualmente abarca la disciplina. Es en este periodo en donde el concepto y estudio de las "razas" humanas tomara mayor preponderancia, e inaugurara un tema dominante dentro de la antropología biológica hasta bien entrado el siglo XX.
Muchos identifican a Johann Friedrich Blumenbach (1752–1840) como uno de los primeros autores en escribir sobre "variedades humanas" en la tercera edición de De humani generis nativa varietate en 1795. En ella, Blumenbach dividió la especie humana en cinco variedades o "razas", que han sido denominadas desde entonces como las cinco razas de Blumenbach.
A fines del siglo XIX, el antropólogo Franz Boas (1858-1942) tendría un impacto fundamental en la antropología biológica al ser uno de los mayores opositores al racismo científico dentro de la disciplina, y al enfatizar la influencia de la cultura y el ambiente en la biología humana. Boas es generalmente asociado a la antropología cultural, pero su impacto en la antropología biológica es considerable, al haber producido más de 180 trabajos, desde antropometría y osteometría hasta la influencia del ambiente en la biología humana, incluyendo el desarrollo y crecimiento humanos. Fue el primer científico influyente en demostrar mediante estadística multivariada que el ambiente es el factor más relevante en moldear las diferencias físicas entre los humanos.
Parte de la base teórica sobre la que se estructuró la antropología biológica fue la teoría de selección natural de Charles Darwin y Alfred Wallace. Luego, en 1953, la teoría de selección natural se vio complementada y profundizada por el éxito que tuvieron Francis Crick, Maurice Wilkins, y Rosalind Franklin, bajo la supervisión de James Watson, al descifrar la estructura y composición molecular del ADN (Ácido desoxirribonucleico). Este descubrimiento permitió comprender molecularmente la variabilidad fenotípica de los organismos y, así, poder comprender como se ha dado el proceso evolutivo bioquímicamente. La comprensión bioquímica permitió el análisis de las afinidades genéticas entre los diferentes organismos, para validar, aún más, la teoría del ancestro común.
En el campo de la antropología biológica, estos avances tuvieron una influencia significativa en la forma de comprender la variación humana. En la década de 1950, S. Washburn publicó unos ensayos en los que definió un punto de inflexión entre la "La Vieja Antropología Física" y "La Nueva Antropología Física". Este destacado antropólogo estadounidense argumentó, de manera convincente, que la variación humana era continua y no podía dividirse en razas discontinuas. 
Washburn propuso que en función de los avances teóricos y metodológicos de la ciencia, en particular de la biología evolutiva, la disciplina debía modificarse radicalmente. Teniendo en cuenta cuatro ejes, los objetivos, la teoría, la técnica y la interpretación, describió a la vieja y a la nueva antropología física, creando una plataforma programática a partir de la cual toda la disciplina debía actualizarse.Con respecto a los objetivos la disciplina, se pasaría de una etapa clasificatoria, a otra de comprensión de los procesos que daban lugar a la variación y de una etapa descriptiva era necesario avanzar a comprender las causas de las diferencias. El desarrollo teórico había sido relativamente escaso y en el futuro debería ser fundamental; antiguamente se asumía que los hechos hablaban por sí mismos y a partir de ese momento sería crucial el desarrollo de hipótesis consistentes y contrastadas experimentalmente. En cuanto a la técnica se pasaría de un 80% a un 20% de mediciones antropométricas y de las comparaciones morfológicas a una amplia variedad de técnicas adecuadas a los problemas particulares. Por último, la interpretación en la vieja antropología física era pura especulación y en el futuro el objetivo de la investigación sería dar cuenta de cuáles hipótesis eran correctas. Su análisis sirvió principalmente como una provocación a revisar los cimientos de la disciplina. 

### Antropología biológica en América Latina y el Caribe
En América Latina y el Caribe existen varias asociaciones conformadas por profesionales dedicados al estudio de la antropología biológica. Entre ellas pueden nombrarse la Asociación Latinoamericana de Antropología Biológica (ALAB) y la Asociación Argentina de Antropología Biológica (AABA), ambas creadas a fines de la década de 1980. Posteriormente, se fundaron la Sociedad Cubana de Antropología Biológica y la Sociedad Chilena de Antropología Biológica (1994).   
Como ejemplo de la variedad de temáticas estudiadas por profesionales dedicados a la antropología biológica en la región, resulta de interés el artículo titulado Líneas de investigación actuales de la antropología biológica argentina, publicado en la Revista Argentina de Antropología Biológica (RAAB).

## Antropólogos biológicos notables
- John Lawrence Angel
- George J. Armelagos (n. 1936)
- William M. Bass
- Jane E. Buikstra (n. 1945)
- Robert Corruccini
- Raymond Dart (1893-1988)
- Egon Freiherr von Eickstedt
- Linda Fedigan
- A. Roberto Frisancho (n. 1939)
- Jane Goodall
- Earnest Hooton
- Aleš Hrdlička
- Dian Fossey (1932-1985)
- Birute Galdikas
- Alice Roberts
- Colin Groves
- Yohannes Haile-Selassie
- Ralph Holloway (n. 1935)
- William W. Howells
- Donald Johanson
- Robert Jurmain
- Louis Leakey (1903-1972)
- Mary Leakey (1913-1996)
- Richard Leakey (1944-2022)
- Frank B. Livingstone (1928-2005)
- Owen Lovejoy
- Russell Mittermeier
- Desmond Morris
- Douglas W. Owsley (n. 1951)
- David Pilbeam
- Héctor Mario Pucciarelli (1939-2018)
- Kathy Reichs (Kathleen Joan Toelle Reichs)
- Pardis Sabeti (n. 1975)
- Eugenie C. Scott (n. 1945)
- Meredith Small
- Phillip V. Tobias (1925-2012)
- Douglas H. Ubelaker (n. 1946)
- Sherwood Washburn (1911-2000)
- David P. Watts
- Tim White (n. 1950)
- Milford H. Wolpoff (n. 1942)
- Richard Wrangham
- María Martinón Torres
- Kathy Reichs
- Francisco Raúl Carnese (1941-2019)
- Evelia Edith Oyhenart (1955-2021)